# Aeropuerto Municipal de la Ciudad de Belice
El Aeropuerto Municipal de la Ciudad de Belice  (en inglés: Belize City Municipal Airport) (Código IATA: TZA - Código OACI: MZBE) es un aeropuerto que sirve a la ciudad de Belice, la capital del país centroamericano de Belice. Esta a solo una milla del centro de la ciudad , y por lo tanto está más al centro de la ciudad que lo que la esta el Aeropuerto internacional de la Ciudad de Belice(Belize City International Airport). En su mayoría los servicios viajan a los cayos de Belice , lo que permite llegadas más rápidas a los cayos que en barco o taxi acuático . Fue una de las pistas más cortas en el Caribe en tener vuelos comerciales hasta que se amplió y, finalmente, se abrió a finales de 2014.
La oficina central de Maya Island Air está en el segundo piso del edificio # 1. Tropic Air también cuenta con una terminal en este aeropuerto con varios vuelos diarios.

## Aerolíneas y destinos
Lista de aerolíneas y destinos:
| Aerolíneas      | Destinos                                                                                              |
| --------------- | --- |
| Maya Island Air | Ciudad de Belice (internacional), Dangriga                                                            |
| Tropic Air      | Belmopán, Cayo Caulker, Ciudad de Belice (internacional), Dangriga, Placencia, Punta Gorda, San Pedro |